# ميل روزاريو
ميل روزاريو (بالإنجليزية: Mel Rosario)‏ هو لاعب كرة قاعدة دومينيكاوي، ولد في 25 مايو 1973 في سانتو دومينغو في جمهورية الدومينيكان.

## وصلات خارجية
- ميل روزاريو على موقعبيزبول رفرنس.كوم (الدوري الرئيسي) (الإنجليزية)
- ميل روزاريو على موقعبيزبول رفرنس.كوم (الدوري الثانوي) (الإنجليزية)